# 전북대학교 사범대학 부설고등학교
전북대학교 사범대학 부설고등학교(全北大學校 師範大學 附設高等學校)는 대한민국 전북특별자치도 전주시 덕진구 금암동에 위치한 국립 고등학교로, 1977년에 개교되었다.

## 학교 연혁
- 1976년 7월 10일 : ‘전북대학교사범대학부속고등학교’ 설립 인가
- 1977년 3월 5일 : 개교식 및 77학년도 입학식, 초대 민병호 교장 취임
- 1978년 2월 27일 : 본관 교사 준공(전라중학교 임시 교사에서 현 교사로 이전)
- 1980년 6월 19일 : 강당 겸 체육관(1,162m2) 준공
- 1981년 4월 30일 : 숭의관(생활관 130평) 준공
- 1987년 4월 24일 : 본관 4층 증축 완공
- 1991년 11월 5일 : 성지관(생활관) 준공(98평)
- 2001년 3월 2일 : ‘전북대학교사범대학부설고등학교’ 로 개명
- 2004년 11월 1일 : 성덕관(924평) 준공 및 숭의관 증축
- 2004년 12월 17일 : 학생종합학습관(성덕관) 준공(3,054m2), 숭의관 개축(524m2)
- 2007년 3월 2일 : 함께반 (특수학급) 신설
- 2010년 2월 24일 : 교과교실제 맞춤형교실 준공(9개실)
- 2014년 1월 9일 : 식생활관(한울원) 준공(994.6m2)
- 2016년 8월 20일 : 기숙사(찬솔관) 준공(994.6m2)
- 2017년 12월 30일 : 숭의관 학습실 1, 2층 200석 확충
- 2024년 1월 26일 : 제45회 졸업식(졸업생 222명, 총 14,975명)
- 2024년 3월 1일 : 제12대 박영근 교장 부임
- 2024년 3월 4일 : 2024학년도 신입생 217명 입학

## 참고 자료
- 전북대학교 사범대학 부설고등학교 - 한국교육학술정보원 학교알리미